# Seoraksan
Seoraksan es la montaña más alta de los montes Taebaek en la Provincia de Gangwon en Corea del Sur. Se ubica en el parque nacional del mismo nombre, cerca de la ciudad de Sokcho. Después del volcán Hallasan en la Isla de Jeju y de Jirisan en el del sur, Seoraksan es la tercera montaña más alta de Corea del Sur. La cumbre llamada Daechongbong  (대청봉), que se puede traducir como "gran pico azul",  tiene 1,708 metros de altura y es la más alta de esta montaña.